# Nederland op de Olympische Zomerspelen 1992
Nederland nam deel aan de Olympische Zomerspelen 1992 in Barcelona, Spanje.

## Medailles
| Sport        | Olympiër                                                        | Discipline            | Medaille |
| ------------ | --------------------------------------------------------------- | --------------------- | -------- |
| Atletiek     | Ellen van Langen                                                | 800m (v)              | Goud     |
| Paardensport | Jos Lansink Piet Raijmakers Jan Tops                            | Springen team         | Goud     |
|              |                                                                 |                       |          |
| Boksen       | Orhan Delibaş                                                   | halfmiddengewicht (m) | Zilver   |
| Paardensport | Tineke Bartels Ellen Bontje Anky van Grunsven Annemarie Sanders | dressuur team         | Zilver   |
| Paardensport | Piet Raijmakers                                                 | springen individueel  | Zilver   |
| Volleybal    | Olympisch team                                                  | mannen                | Zilver   |
| Wielrennen   | Erik Dekker                                                     | wegwedstrijd (m)      | Zilver   |
| Wielrennen   | Léon van Bon                                                    | puntenkoers (m)       | Zilver   |
|              |                                                                 |                       |          |
| Boksen       | Arnold Vanderlyde                                               | zwaargewicht (m)      | Brons    |
| Judo         | Theo Meijer                                                     | tot 95 kg (m)         | Brons    |
| Judo         | Irene de Kok                                                    | tot 72 kg (v)         | Brons    |
| Roeien       | Nico Rienks Henk-Jan Zwolle                                     | dubbel-twee (m)       | Brons    |
| Wielrennen   | Monique Knol                                                    | wegwedstrijd (v)      | Brons    |
| Wielrennen   | Ingrid Haringa                                                  | sprint (v)            | Brons    |
| Zeilen       | Dorien de Vries                                                 | windsurfen (v)        | Brons    |

## Overzicht per sport
| Sport            | Deelnemers | Goud | Zilver | Brons | Totaal |
| ---------------- | ---------- | ---- | ------ | ----- | ------ |
| Atletiek         | 15         | 1    |        |       | 1      |
| Badminton        | 3          |      |        |       | '      |
| Boksen           | 5          |      | 1      | 1     | 2      |
| Boogschieten     | 6          |      |        |       | '      |
| Hockey           | 32         |      |        |       | '      |
| Judo             | 10         |      |        | 2     | 2      |
| Kanovaren        | 4          |      |        |       | '      |
| Paardensport     | 12         | 1    | 2      |       | 3      |
| Roeien           | 20         |      |        | 1     | 1      |
| Schietsport      | 4          |      |        |       | '      |
| Schoonspringen   | 2          |      |        |       | '      |
| Synchroonzwemmen | 3          |      |        |       | '      |
| Tafeltennis      | 3          |      |        |       | '      |
| Tennis           | 5          |      |        |       | '      |
| Turnen           | 1          |      |        |       | '      |
| Volleybal        | 23         |      | 1      |       | 1      |
| Waterpolo        | 13         |      |        |       | '      |
| Wielrennen       | 17         |      | 2      | 2     | 4      |
| Zeilen           | 14         |      |        | 1     | 1      |
| Zwemmen          | 9          |      |        |       | '      |
| Totaal           | 201        | 2    | 6      | 7     | 15     |

## Resultaten per onderdeel

### Atletiek
| Olympiër                                                          | Discipline             | Resultaat | Prestatie |
| ----------------------------------------------------------------- | ---------------------- | --------- | --- |
| Robin van Helden                                                  | 800m (m)               | 11e       | serie 6: 1.48,05 (4e tijd) halve finale 2: 1.48,98 (5e tijd) |
| Marko Koers                                                       | 800m (m)               | 23e       | serie 8: 1.48,88 (4e tijd) halve finale 3: 1.52,23 (7e tijd) |
| Marcel Versteeg                                                   | 5000m (m)              | 15e       | serie 4: 13.35,95 (3e tijd) finale: 13.48,32 (15e tijd) |
| Bert van Vlaanderen                                               | marathon (m)           | 15e       | 2.15,47 |
| Tonnie Dirks                                                      | marathon (m)           | DNF       | niet gefinisht |
| Harold van Beek                                                   | 50 km snelwandelen (m) | 31e       | 4.24,18 (31e tijd) |
| Robert de Wit                                                     | tienkamp (m)           | 10e       | 100m: 11,09 verspringen: 7,02m kogelstoten: 15,48m hoogspringen: 2,00m 400m: 49,24 110m horden: 14,89 discuswerpen: 48,34m polsstokhoogspringen:4,80m speerwerpen:61,36m 1500m:4.41,39 totaal:8109 punten |
|                                                                   |                        |           | |
| Nelli Cooman                                                      | 100m (v)               | 17e       | serie 7: 11,47 (3e tijd) kwart finale 2: 11,55 (5e tijd) |
| Karin de Lange                                                    | 200m (v)               | 22e       | serie 4: 23,53 (3e tijd) kwart finale 2: 23,41 (6e tijd) |
| Stella Jongmans                                                   | 800m (v)               | 26e       | serie 1: 2.02,26 (5e tijd) |
| Ellen van Langen                                                  | 800m (v)               | Goud      | serie 2: 1.59,86 (2e tijd) halve finale 2: 2.00,68 (2e tijd) finale : 1.55,54 (1e tijd) |
| Christine Toonstra                                                | 10.000m (v)            | 11e       | serie 1: 32.07,42 (5e tijd) finale: 31.47,42 (11e tijd) |
| Nelli Cooman Karin van der Kooy Karin de Lange Jacqueline Poelman | 4×100m estafette (v)   | 11e       | serie 2: 43,91 (6e tijd) |

### Badminton
| Olympiër                         | Discipline     | Resultaat | Prestatie |
| -------------------------------- | -------------- | --------- | --- |
| Eline Coene                      | enkelspel (v)  | 1/32F     | 1/32F: verloor van Wong Chun Fan Hongkong 8-11, 9-11                                                              |
| Erica van den Heuvel             | enkelspel (v)  | 1/16F     | 1/32F: versloeg Andrea Dako Hongarije 11-7, 11-3 1/16F: verloor van Sarwendah Kusumawardhani Indonesië 8-11, 2-11 |
| Astrid van der Knaap             | enkelspel (v)  | 1/16F     | 1/32F: versloeg Csilla Forian Hongarije 11-3, 11-2 1/16F: verloor van Denyse Julien Canada 11-9, 3-11, 9-11       |
| Eline Coene Erica van den Heuvel | dubbelspel (v) | 1/16F     | 1/16F: verloren van Catrine Bengtsson & Maria Bengtsson Zweden 10-15, 15,7, 8-15                                  |

### Boksen
| Olympiër          | Discipline                     | Resultaat | Prestatie |
| ----------------- | ------------------------------ | --------- | --- |
| Miguel Dias       | Bantamgewicht (–54 kg) (m)     | 1/16F     | 1/16F: verloor van Riadh Klai Tunesië 1-17 |
| Orhan Delibaş     | halfmiddengewicht (–71 kg) (m) | Zilver    | 1/16F: versloeg Choi Ki-Soo Zuid-Korea3-0 1/8F: versloeg Chalit Boonsingkarn Thailand interventie scheidsrechter 1/4F: versloeg Raul Marquez Verenigde Staten 16-12 1/2F: versloeg Robin Reid Groot-Brittannië 8-3 finale verloor van Juan Carlos Lemus Cuba 1-6 |
| Raymond Joval     | Middengewicht (–75 kg) (m)     | 1/8F      | 1/16F: won van Likou Aliu Samoa interventie scheidsrechter 1/8F: verloor van Ahmed Dink Algerije 14-22 |
| Arnold Vanderlyde | Zwaargewicht (–91 kg) (m)      | Brons     | 1/16F: won van Emelio Leti Samoa 14-0 1/8F: won van Sung Bae-Chae Zuid-Korea 14-13 1/4F: won van Paul Douglas Ierland interventie scheidsrechter 1/2F: verloor van Félix Savón Cuba 3-23                                                                         |
| Jerry Nijman      | Super Zwaargewicht (+91 kg)    | 1/8F      | 1/16F: won van Iraj Kia Rostami Iran 9-5 1/8F: verloor van Wilhelm Fischer Duitsland 5-22 |

### Boogschieten
| Olympiër                                                   | Discipline      | Resultaat | Prestatie |
| ---------------------------------------------------------- | --------------- | --------- | --- |
| Berny Camps                                                | individueel (m) | 55e       | voorronde: 1242 (55e) |
| Erwin Verstegen                                            | individueel (m) | 9e        | voorronde: 1279 (28e) 1/16F: versloeg Simon Fairweather Australië 107-98 1/8F: verloor van Jay Barrs Verenigde Staten 104-106 |
| Henk Vogels                                                | individueel (m) | 34e       | voorronde: 1266 (34e) |
| Berny Camps Erwin Verstegen Henk Vogels                    | team (m)        | 9e        | voorronde: 3787 (12e) 1/8F: verloren van Finland 236-237                                                                      |
|                                                            |                 |           | |
| Sjan van Dijck                                             | individueel (v) | 59e       | voorronde: 1154 (59e) |
| Jacqueline van Rozendaal                                   | individueel (v) | 20e       | voorronde: 1271 (27e) 1/16F: verloor van Khatuna Lorig Gezamenlijk team 102-108                                               |
| Christel Verstegen                                         | individueel (v) | 23e       | voorronde: 1275 (25e) 1/16F: verloor van Alison Williamson Groot-Brittannië 100-107                                           |
| Sjan van Dijck Jacqueline van Rozendaal Christel Verstegen | team (v)        | 12e       | voorronde: 3700 (14e) 1/8F: verloren van China 230-230 23-25                                                                  |

### Gymnastiek
| Olympiër     | Discipline   | Resultaat | Prestatie |
| ------------ | ------------ | --------- | --- |
| Elvira Becks | meerkamp (v) | 22e       | Kwalificatie 77,161 47e 09,750 sprong verplichte onderdelen 09,825 sprong vrije onderdelen (36e) 09,725 brug met ongelijke liggers verplichte onderdelen 09,712 brug met ongelijke liggers vrije onderdelen (48e) 09,587 balk verplichte onderdelen 09,150 balk vrije onderdelen (71e) 09,775 vloer verplichte onderdelen 09,637 vloer vrije onderdelen (38e) Finale 39.000 totaal 09,825 sprong 09,750 brug met ongelijke liggers 09,650 balk 09,775 vloer |

### Hockey
| Olympiër | Discipline | Resultaat | Prestatie |
| --- | ---------- | --------- | --- |
| Floris Jan Bovelander Jacques Brinkman Marc Delissen Cees Jan Diepeveen Pieter van Ede Leo Klein Gebbink Maarten van Grimbergen Taco van den Honert Harrie Kwinten Frank Leistra Hendrik Jan Kooijman Bart Looije Wouter van Pelt Bastiaan Poortenaar Stephan Veen Gijs Weterings | mannen     | 4e        | groepsfase 5-2 Nederland- Gezamenlijk team 3-2 Nederland- Spanje 4-3 Nederland- Nieuw-Zeeland 2-3 Nederland- Pakistan 6-0 Nederland- Maleisië HF 2-3 Nederland- Australië voor brons 3-4 Nederland- Pakistan |
| |            |           | |
| Helen van der Ben Carina Benninga Carina Bleeker Annemieke Fokke Noor Holsboer Daniëlle Koenen Jeannette Lewin Caroline van Nieuwenhuyze Martine Ohr Wietske de Ruiter Florentine Steenberghe Carole Thate Jacqueline Toxopeus Cécile Vinke Ingrid Wolff Mieketine Wouters        | vrouwen    | 6e        | groepsfase 2-1 Nederland- Groot-Brittannië 2-0 Nederland- Nieuw-Zeeland 0-2 Nederland- Zuid-Korea om plaats 5t/m 8 2-0 Nederland- Canada 0-2 Nederland- Australië                                            |

### Judo
| Olympiër            | Discipline | Resultaat  | Prestatie |
| ------------------- | ---------- | ---------- | --- |
| Anthonie Wurth      | -78 kg     | herkansing | 1/32F: vrijgeloot 1/16F: versloeg João de Souza Angola 1/8F: versloeg Christodoulos Katsiniorides Cyprus 1/4F: verloor van Jason Morris Verenigde Staten herkansing ronde KF: verloor van Bachir Varayev] Gezamenlijk team |
| Ben Spijkers        | -86 kg     | herkansing | 1/32F: versloeg Filip Lescak Slovenië 1/16F: verloor van Nicolas Gill Canada herkansing ronde 1/8F: versloeg Nan Wang China herkansing KF: versloeg Hirotaka Okada Japan                                                   |
| Theo Meijer         | -95 kg     | Brons      | 1/32F vrijgeloot 1/16F: versloeg Vladas Burba Litouwen 1/8F: versloeg Yasuhiro Kai Japan 1/4F: versloeg Leo White Verenigde Staten 1/2F: verloor van Antal Kovács Hongarije om brons: versloeg Indrek Pertelson Estland    |
| Dennis Raven        | +95 kg     | 1/8F       | 1/32F: vrijgeloot 1/16F: versloeg Juha Salonen Finland 1/8F verloor van Rafał Kubacki Polen |
|                     |            |            | |
| Jessica Gal         | -52 kg     | 5e         | 1/16F: vrijgeloot 1/8F: versloeg Dina Maksoutova Gezamenlijk team 1/4F: versloeg Paula Saldanha Portugal HF: verloor van Noriko Mizogushi Japan om brons: verloor van Sharon Rendle Groot-Brittannië                       |
| Gooitske Marsman    | -56 kg     | 1/8F       | 1/16F: versloeg Inna Toropeeva Gezamenlijk team 1/8F: verloor van Chiyori Tateno Japan |
| Jenny Gal           | -61 kg     | herkansing | 1/16F: versloeg Laurie Pace Malta 1/8F: verloor van Frauke Eickhoff Duitsland herkansing KF: verloor van Elena Patrova Gezamenlijk team                                                                                    |
| Chantal Han         | -66 kg     | herkansing | 1/16F: verloor van Emanuela Tierantozzi Italië herkansing 1/8F: versloeg Helena Miagian Indonesië herkansing KF: verloor van Claire Lecat Frankrijk                                                                        |
| Irene de Kok        | -72 kg     | Brons      | 1/16F: versloeg Laetitia Meignan Frankrijk 1/8F: versloeg Simona Richter Roemenië KF: versloeg Ulla Werbrouck België HF: verloor van Yoko Tanabe Japan om brons: versloeg Regina Schüttenhelm Duitsland                    |
| Monique van der Lee | +72 kg     | 1/8F       | 1/16F: vrijgeloot 1/8F: verloor van Svetlana Goundarenko Gezamenlijk team |

### Kanovaren
| Olympiër                      | Discipline    | Resultaat  | Prestatie                                                                                                |
| slalom                        | slalom        | slalom     | slalom                                                                                                   |
| ----------------------------- | ------------- | ---------- | --- |
| Michael Reys                  | K-1 (m)       | 11e        | run 1: 111,90 tijd 1.51,90 strafseconden 0 run 2: 224,73 tijd 1.54,73 strafseconden 110 Beste run 111,90 |
| Frits Sins                    | K-1 (m)       | 19e        | run 1: 122,35 tijd 1.52,35 strafseconden 10 run 2: 114,77 tijd 1.49,77 strafseconden 5 Beste run 114,77  |
| Vlakwater                     |               |            | |
| Jan-Dirk Nijkamp Marc Weijzen | K-2 500m (m)  | herkansing | serie: 1.40,58 (4e tijd) herkansing: 1.36,00 (4e tijd)                                                   |
| Jan-Dirk Nijkamp Marc Weijzen | K-2 1000m (m) | herkansing | serie: 3.31,52 (6e tijd) herkansing: 3.20,18 (5e tijd)                                                   |

### Paardensport
| Olympiër                                                        | Discipline    | Resultaat | Prestatie |
| --------------------------------------------------------------- | ------------- | --------- | --- |
| Tineke Bartels op Olympic Courage                               | dresuur       | 13e       | kwalificatie: 65,27 *15e) finale:63,51% |
| Ellen Bontje op Olympic Larius                                  | dresuur       | 9e        | kwalificatie: 67,10% (8e) 66,39% |
| Anky van Grunsven op Olympic Bonfire                            | dresuur       | 4e        | kwalificatie:69,40% (5e) 70,58% |
| Annemarie Sanders op Olympic Montreux                           | dresuur       | 40e       | kwalificatie: 61,10% |
| Tineke Bartels Ellen Bontje Anky van Grunsven Annemarie Sanders | dressuur team | Zilver    | 69,40% Van Grunsven 67,10% Bontje 65,27% Bartels totaal: 201,77% |
| Anchela Rohof op Capo di Capo                                   | eventing      | -         | dresuur: 62,80 (31e) uithoudingsproef: opgave |
| Martin Lips op Olympic Writzmarc                                | eventing      | 15e       | dresuur: 63,20 (35e) uithoudingsproef: 50,80 (22e) springen: 0 (1e) totaal: 114,00 |
| Fieps van Tuyll op Olympic Bronze                               | eventing      | 44e       | dresuur: 57,60(17e) uithoudingsproef: 97,20 (44e) springen: 26 (59e) totaal: 180,80 |
| Eddy Stibbe op Olympic Bahlua                                   | eventing      | -         | dresuur: 66,80 (49e) uithoudingsproef: niet gestart |
| Anchela Rohof Martin Lips Fieps van Tuyll Eddy Stibbe           | eventing team | -         | niet geklaseerd |
| Jos Lansink op Egano                                            | springen      | -         | kwalificatie 1: 0 strafpunten (1e) kwalificatie 2: 0 strafpunten (1e) totaal: 0 strafpunten finale: gediskwalificeerd wegens drie weigeringen |
| Piet Raymakers op Ratina Z                                      | springen      | Zilver    | kwalificatie 1: 0 strafpunten (1e) kwalificatie 2: 4 strafpunten (8e) totaal: 4 strafpunten finale ronde 1: 0 strafpunten (1e) finale ronde 2: 0,25 strafpunten (2e) totaal:0,25 strafpunten finale ronde 1: 4 strafpunten (6e) finale ronde 2: 4 strafpunten (3e) totaal:8 strafpunten |
| Bert Romp op Waldo E                                            | springen      | 71e       | kwalificatie 1: 14,5 strafpunten (55e) kwalificatie 2: 25,75 strafpunten (73e) totaal: 28 strafpunten |
| Jan Tops op Top Gun                                             | springen      | 5e        | kwalificatie 1: 4 strafpunten (13e) kwalificatie 2: 4 strafpunten (8e) totaal: 8 strafpunten finale ronde 1: 4 strafpunten (6e) finale ronde 2: 4 strafpunten (3e) totaal:8 strafpunten                                                                                                 |
| Jos Lansink Piet Raymakers Jan Tops                             | team          | Goud      | 0 strafpunten Jos Lansink 0 strafpunten Piet Raymakers 4 strafpunten Jan Tops 4 strafpunten totaal ronde 1 0 strafpunten Jos Lansink 4 strafpunten Piet Raymakers 4 strafpunten Jan Tops 8 strafpunten totaal ronde 12 strafpunten totaal                                               |

### Roeien
| Olympiër                                                             | Discipline               | Resultaat | Prestatie |
| -------------------------------------------------------------------- | ------------------------ | --------- | --- |
| Frans Göbel                                                          | skiff (m)                | 22e       | serie 2:7.17,75 (6e tijd) herkansing 3: 7.09,98 (3e tijd) halve finale C 1: 7.09,72 (2e tijd) finale C: 7.12,76 (4e tijd) |
| Nico Rienks Henk-Jan Zwolle                                          | dubbeltwee (m)           | Brons     | serie 2: 6.31,90 (1e tijd) halve finale A: 6.19,15 (2e tijd) finale: 6.22,82                                              |
| Kai Compagner Sjors van Iwaarden                                     | twee zonder stuurman (m) | 8e        | serie 4: 6.42,91 (2e tijd) herkansing 1: 6.46,43 (1e tijd) halve finale B: 6.39,85 (5e tijd) finale B: 6.37,22 (2e tijd)  |
| Rutger Arisz Ronald Florijn Hans Kelderman Koos Maasdijk             | dubbelvier               | 5e        | serie 2: 5.49,39 (2e tijd) halve finale B: 5.50,12 (3e tijd) finale: 5.48,92                                              |
| Jaap Krijtenburg Bart Peters Sven Schwarz Niels van der Zwan         | vier zonder stuurman (m) | 5e        | serie 2: 6.01,19 (2e tijd) halve finale A: 6.00,55 (3e tijd) finale: 5.59,14                                              |
|                                                                      |                          |           | |
| Irene Eijs                                                           | skiff (v)                | 8e        | serie 3: 7.52,13 (3e tijd) halve finale A: 7.40,44 (4e tijd) finale B: 8.09,62 (2e tijd)                                  |
| Rita de Jong Marie-José de Groot                                     | dubbeltwee (v)           | 10e       | serie 1: 7.23,59 (3e tijd) halve finale A: 7.14,90 (5e tijd) finale B: 7.10.62 (4e tijd)                                  |
| Harriet van Ettekoven Anita Meiland Marjan Pentenga Laurien Vermulst | dubbelvier (v)           | 4e        | serie 1: 6.33,84 (3e tijd) herkansing 2: 6.34,78 (2e tijd) finale: 6.32,40                                                |

### Schietsport
| Olympiër          | Discipline       | Resultaat | Prestatie                                                                         |
| ----------------- | ---------------- | --------- | --------------------------------------------------------------------------------- |
| Jack van Bekhoven | luchtgeweer (v)  | 25e       | Kwalificatie: 585 punten                                                          |
| Hennie Dompeling  | kleiduiven skeet | 42e       | Kwalificatie: 143 punten (42e)                                                    |
| Eric Swinkels     | kleiduiven skeet | 8e        | Kwalificatie: 147 punten (16e) Halve finale: 50 punten Eliminatieronde: 23 punten |
|                   |                  |           |                                                                                   |
| Jolande Swinkels  | luchtgeweer (v)  | 17e       | Kwalificatie: 389 punten                                                          |

### Schoonspringen
| Olympiër         | Discipline   | Resultaat | Prestatie                                  |
| ---------------- | ------------ | --------- | ------------------------------------------ |
| Edwin Jongejans  | 3m plank (m) | 7e        | voorronde: 383,13 (7e) finale: 581,40 (7e) |
|                  |              |           |                                            |
| Daphne Jongejans | 3m plank (v) | 14e       | voorronde: 277,29 (14e)                    |

### Synchroonzwemmen
| Olympiër                    | Discipline      | Resultaat          | Prestatie |
| --------------------------- | --------------- | ------------------ | --- |
| Frouke van Beek             | individueel (v) | Verplichte figuren | Verplichte figuren: 83,495 (34e)                                                                               |
| Marjolijn Both              | individueel (v) | 8e                 | Verplichte figuren: 85,834 (16e) vrije oefening: 93,08 (9e) 'totaal kwalificatie 178,914 finale toaal: 179,354 |
| Tamara Zwart                | individueel (v) | Verplichte figuren | Verplichte figuren: 85,016 (20e)                                                                               |
| Marjolijn Both Tamara Zwart | duet (v)        | 7e                 | Verplichte figuren: 85,425 (6e) Vrije oefening: 92,56 (10e) 'totaal kwalificatie 177,985 finale toaal: 179,345 |
|                             |                 |                    | |

### Tafeltennis
| Olympiër                                     | Discipline     | Resultaat   | Prestatie |
| -------------------------------------------- | -------------- | ----------- | --- |
| Paul Haldan                                  | enkelspel (m)  | 1/8F        | Voorronde versloeg José María Pales Spanje 2-0 versloeg Anton Suseno India 2-0 versloeg Mikael Appelgren Zweden 2-1 1/8F: verloor van Ma Wenge China 0-3                                                                                                 |
|                                              |                |             | |
| Mirjam Hooman-Kloppenburg                    | enkelspel (v)  | voorronde   | Voorronde versloeg Hae-Ja Kim de Rimasa Argentinië 2-0 versloeg Lyanne Kosaka Brazilië 2-0 verloor van Marie Hrachová Tsjecho-Slowakije 1-2 |
| Bettine Vriesekoop                           | enkelspel (v)  | 1/8F        | Voorronde versloeg Monica Doti Brazilië 2-0 versloeg Bose Kaffo Nigeria 2-0 versloeg Daniela Gergelcheva Bulgarije 2-0 1/8F: verloor van Hyun Jung-hwa Zuid-Korea 0-3                                                                                    |
| Mirjam Hooman-Kloppenburg Bettine Vriesekoop | dubbelspel (v) | kwartfinale | Voorronde versloegen Lyanne Kosaka & Monica Doti Brazilië 2-0 versloegen Kerri Tepper & Ying Kwok Australië 2-0 versloegen Gordana Perkučin & Jasna Fazlić-Reed Onafhankelijk olympisch deelnemer 2-1 KF: verloren van Deng Yaping & Qiao Hong China 1-3 |

### Tennis
| Olympiër                            | Discipline     | Resultaat | Prestatie |
| ----------------------------------- | -------------- | --------- | --- |
| Paul Haarhuis                       | enkelspel (m)  | 1/16F     | 1/32F: versloeg Luiz Mattar Brazilië 4-6, 6-3, 6-2, 6-2 1/16F: verloor van Goran Ivanišević Kroatië 7-6, 2-6, 6-1, 3-6, 2-6                                                |
| Mark Koevermans                     | enkelspel (m)  | 1/8F      | 1/32F: versloeg Sandor Noszaly Hongarije 6-2, 6-3, 2-6, 6-2 1/16F: versloeg Sergi Bruguera Spanje 1-6, 6-3, 6-3, 6-2 1/8F: verloor van Jaime Oncins Brazilië 6-7, 0-6, 6-7 |
| Jan Siemerink                       | enkelspel (m)  | 1/32F     | 1/32F: verloor van Leonardo Lavalle Mexico 4-6, 4-6, 2-6 |
| Paul Haarhuis Mark Koevermans       | dubbelspel (m) | 1/16F     | 1/16F: verloor van Goran Ivanišević & Goran Prpić Kroatië 6-2, 4-6, 2-6, 2-6                                                                                               |
|                                     |                |           | |
| Nicole Muns-Jagerman                | enkelspel (v)  | 1/8F      | 1/32F: versloeg Kim Il-soon Zuid-Korea 6-4, 6-4 1/16F: versloeg Julie Halard Frankrijk 7-6, 7-6 1/8F: verloor van Anke Huber Duitsland 5-7, 6-7                            |
| Brenda Schultz                      | enkelspel (v)  | 1/16F     | 1/32F: won van Li Fang China 7-5, 6-7, 6-4 1/16F: verloor van Steffi Graf Duitsland 1-6, 0-6                                                                               |
| Nicole Muns-Jagerman Brenda Schultz | dubbelspel (v) | 1/16F     | 1/16F: verloor van Gigi Fernández & Mary Joe Fernández Verenigde Staten 0-6, 0-6                                                                                           |

### Volleybal
| Olympiër | Discipline | Resultaat | Prestatie |
| --- | ---------- | --------- | --- |
| Edwin Benne Peter Blangé Ron Boudrie Henk-Jan Held Martin van der Horst Marko Klok Olof van der Meulen Jan Posthuma Avital Selinger Martin Teffer Ronald Zoodsma Ron Zwerver | mannen     | Zilver    | voorronde 1-3 Nederland - Cuba 3-0 Nederland - Zuid-Korea 0-3 Nederland - Brazilië 3-0 Nederland - Algerije 1-3 Nederland - Gezamenlijk team KF 3-2 Nederland - Italië HF 3-0 Nederland - Cuba finale 0-3 Nederland - Brazilië |
| Cintha Boersma Erna Brinkman Heleen Crielaard Kirsten Gleis Aafke Hament Marjolein de Jong Vera Koenen Irena Machovcak Linda Moons Henriëtte Weersing Sandra Wiegers         | vrouwen    | 6e        | voorronde 1-3 Nederland - Brazilië 3-2 Nederland - China 0-3 Nederland - Cuba KF 1-3 Nederland - Verenigde Staten voor plaats vijf 1-3 Nederland - Japan                                                                       |

### Waterpolo
| Olympiër | Discipline | Resultaat | Prestatie |
| --- | ---------- | --------- | --- |
| Arie van de Bunt Marc van Belkum Gijs van der Leden Harry van der Meer John Scherrenburg Hans Nieuwenburg Koos Issard Jalo de Vries John Jansen Robert Havekotte Jan Wagenaar Remco Pielstroom Bert Brinkman | mannen     | 9e        | voorronde 6-12 Nederland - Spanje 4-6 Nederland - Italië 4-4 Nederland - Griekenland 9-11 Nederland - Cuba 13-13 Nederland - Hongarije Klassificatieronde 9/12 9-8 Nederland - Tsjecho-Slowakije 15-8 Nederland - Frankrijk |

### Wielersport
| Olympiër                                                    | Discipline                | Resultaat  | Prestatie |
| ----------------------------------------------------------- | ------------------------- | ---------- | --- |
| Léon van Bon                                                | puntenkoers (m)           | Zilver     | serie 2: 21punten +1 ronde (7e) finale: 43punten |
| Dirk Jan van Hameren                                        | sprint (m)                | herkansing | kwalificatie: 11,284 (17e) ronde 2: verloor van Gary Neiwand Australië & Jhon González Colombia herkansing 2e ronde: verloor van Jon Andrews Nieuw-Zeeland 0-1                                                            |
| Dirk Jan van Hameren                                        | 100m tijdrit (m)          | 9e         | 1.05,524 |
| Servais Knaven                                              | achtervolging (m)         | 9e         | kwalificatie: 4.40,436 (12e) KF 9/16: versloeg Michal Baldrián Tsjecho-Slowakije |
| Gerben Broeren Erik Cent Servais Knaven Niels van der Steen | ploegenachtervolging (m)  | 12e        | kwalificatie: 4.25,693 |
|                                                             |                           |            | |
| Ingrid Haringa                                              | sprint (v)                | Brons      | kwalificatie: 11,419 OR eerste ronde: versloeg Wang Yan China & Rita Razmaitė Litouwen KF: versloeg Mika Kuroki Japan 2-0 HF: verloor van Annett Neumann Duitsland 1-2 om brons: versloeg Félicia Ballanger Frankrijk 2-0 |
| Leontien van Moorsel                                        | achtervolging (v)         | 8e         | kwalificatie: 3.46,956 (7e) KF: verloor van Petra Rossner Duitsland |
|                                                             |                           |            | |
| Rob Compas                                                  | wegwedstrijd (m)          | 72e        | 4.36,33 |
| Erik Dekker                                                 | wegwedstrijd (m)          | Zilver     | 4.35,22 |
| Richard Groenendaal                                         | wegwedstrijd (m)          | 17e        | 4.35,56 |
| John den Braber Pelle Kil Bart Voskamp Jaap ten Kortenaar   | 100 km ploegentijdrit (m) | 9e         | 2:07.49 |
|                                                             |                           |            | |
| Petra Grimbergen                                            | wegwedstrijd (v)          | 29e        | 2:05.03 |
| Monique Knol                                                | wegwedstrijd (v)          | Brons      | 2:05.03 |
| Leontien van Moorsel                                        | wegwedstrijd (v)          | 23e        | 2:05.03 |

### Zeilen
| Olympiër                                | Discipline             | Resultaat | Prestatie                                                             |
| --------------------------------------- | ---------------------- | --------- | --------------------------------------------------------------------- |
| Stephan van den Berg                    | Lechner (m)            | 7e        | 117,7 punten (13,0, 20,0, 19,0,51,0*, 18,0, 17,0, 5,7, 0,0, 0,0 25,0) |
| Benny Kouwenhoven Jan Kouwenhoven       | 470 (m)                | 16e       | 132,7 punten (20,0,44,0*, 31,0, 15,0, 25,0, 36,0, 5,7)                |
|                                         |                        |           |                                                                       |
| Dorien de Vries                         | Lechner (v)            | Brons     | 68,7 punten (10,0, 3,0, 8,0, 8,0, 13,0, 10,0, 8,0, 5,7, 3,0,31,0*)    |
| Martine van Leeuwen                     | Europe (v)             | 7e        | 67,7 punten (27,0, 8,0, 17,0, 11,7, 17,0, 14,0, 0,0)                  |
|                                         |                        |           |                                                                       |
| Willem Potma Gerhard Potma              | Flying Dutchman (open) | 18e       | 113,0 punten (29,0, 16,0, 18,0, 16,0, 20,0, 19,0, 24,0)               |
| Ron van Teylingen Paul Manuel           | tornado (open)         | 6e        | 65,0 punten (10,0, 16,0, 10,0, 3,0, 21,0, 18,0, 8,0)                  |
| Mark Neeleman Jos Schrier               | star (open)            | 4e        | 64,0 putnen (20,0, 13,0, 13,0, 10,0,29,0, 0,0, 8,0)                   |
| Roy Heiner Han Bergsma Peter Burggraaff | Soling (open)          | 18e       | 95,0 punten (24,0, 23,0 16,0, 21,0, 19,0, 16,0)                       |

- * te vroege start

### Zwemmen
| Olympiër                                                                                           | Discipline                      | Resultaat | Prestatie                                              |
| -------------------------------------------------------------------------------------------------- | ------------------------------- | --------- | ------------------------------------------------------ |
| Marcel Wouda                                                                                       | 400m vrije slag (m)             | 18e       | serie 2: 3.55,70 (1e tijd)                             |
| Marcel Wouda                                                                                       | 200m individueel wisselslag (m) | 22e       | serie 6: 2.05,95 (1e tijd)                             |
| Marcel Wouda                                                                                       | 400m individueel wisselslag (m) | 19e       | serie 5: 4.28,51 (7e tijd)                             |
| |                                 |           |                                                        |
| Inge de Bruijn                                                                                     | 50m vrije slag (v)              | 8e        | serie 5: 25,86 (3e tijd) finale: 25,84                 |
| Inge de Bruijn                                                                                     | 100m vlinderslag                | 9e        | serie 5: 1.01,12 (4e tijd) b-finale: 1.01,02 (1e tijd) |
| Marianne Muis                                                                                      | 50m vrije slag (v)              | 11e       | serie 7: 26,43 (5e tijd) b-finale: 26,24 (3e tijd)     |
| Karin Brienesse                                                                                    | 100m vrije slag (v)             | 8e        | serie 4: 55,98 (2e tijd) finale 56,59                  |
| Karin Brienesse                                                                                    | 100m vlinderslag                | 10e       | serie 7: 1.01,33 (5e tijd) b-finale: 1.01,20 (2e tijd) |
| Mildred Muis                                                                                       | 100m vrije slag (v)             | 13e       | serie 4: 56,67 (3e tijd) b-finale 56,67                |
| Mildred Muis                                                                                       | 200m individueel wisselslag (v) | 19e       | serie 6: 2.19,10 (7e tijd)                             |
| Diana van der Plaats                                                                               | 200m vrije slag (v)             | 26e       | serie 4: 2.05,42 (8e tijd)                             |
| Ellen Elzerman                                                                                     | 100m rugslag (v)                | 17e       | serie 6: 1.03,96 (6e tijd)                             |
| Ellen Elzerman                                                                                     | 200m rugslag (v)                | 22e       | serie 4: 2.17,34 (7e tijd)                             |
| Kira Bulten                                                                                        | 100m schoolslag (v)             | 18e       | serie 3: 1.11,81 (1e tijd)                             |
| Kira Bulten                                                                                        | 200m schoolslag (v)             | 26e       | serie 2: 2.37,09 (2e tijd)                             |
| Martine Janssen                                                                                    | 100m schoolslag (v)             | 34e       | serie 3: 1.15,10 (6e tijd)                             |
| Martine Janssen                                                                                    | 200m schoolslag (v)             | 31e       | serie 2: 2.41,48 (6e tijd)                             |
| Karin Brienesse ** Inge de Bruijn * Marianne Muis * ** Mildred Muis * ** Diana van der Plaats * ** | 4×100m vrije slag               | 5e        | serie 1: 3.44,00 (2e tijd) * finale: 3.43,74 **        |
| Ellen Elzerman Kira Bulten Inge de Bruijn Marianne Muis                                            | 4×100m wisselslag (v)           | 8e        | serie 1: 4.11,25 (3e tijd) finale: 4.10,87             |